# Okres Chrudim
Okres Chrudim je okresem v Pardubickém kraji. Jeho dřívějším sídlem bylo město Chrudim.
V rámci kraje sousedí na severu s okresem Pardubice a na východě s okresy Ústí nad Orlicí a Svitavy. Na jihu hraničí s okresy Žďár nad Sázavou a Havlíčkův Brod Kraje Vysočina, na západě pak s okresem Kutná Hora Středočeského kraje.

## Přírodní podmínky
Většinu povrchu okresu zaujímají Železné hory, pohoří s nejvyšším bodem U Oběšeného (737 m n. m.). Na severu okresu, zhruba mezi Chrudimí a Luží, se rozprostírá zemědělsky hojně využívaná oblast Svitavské pahorkatiny. Na západ okresu, k Ronovu nad Doubravou a Třemošnici, zasahuje s řekou Doubravou velmi úrodná Středolabská tabule. Okrajová, jihovýchodní část okresu, spadá do Hornosvratecké vrchoviny.
V okresu se nachází CHKO Železné hory a CHKO Žďárské vrchy.
Celou oblast okresu odvodňuje Labe, významnějšími toky jsou Chrudimka, Doubrava, Novohradka. Na Chrudimce jsou vystaveny vodní nádrže Hamry, Seč I, Seč II, Křižanovice I, a Křižanovice II.

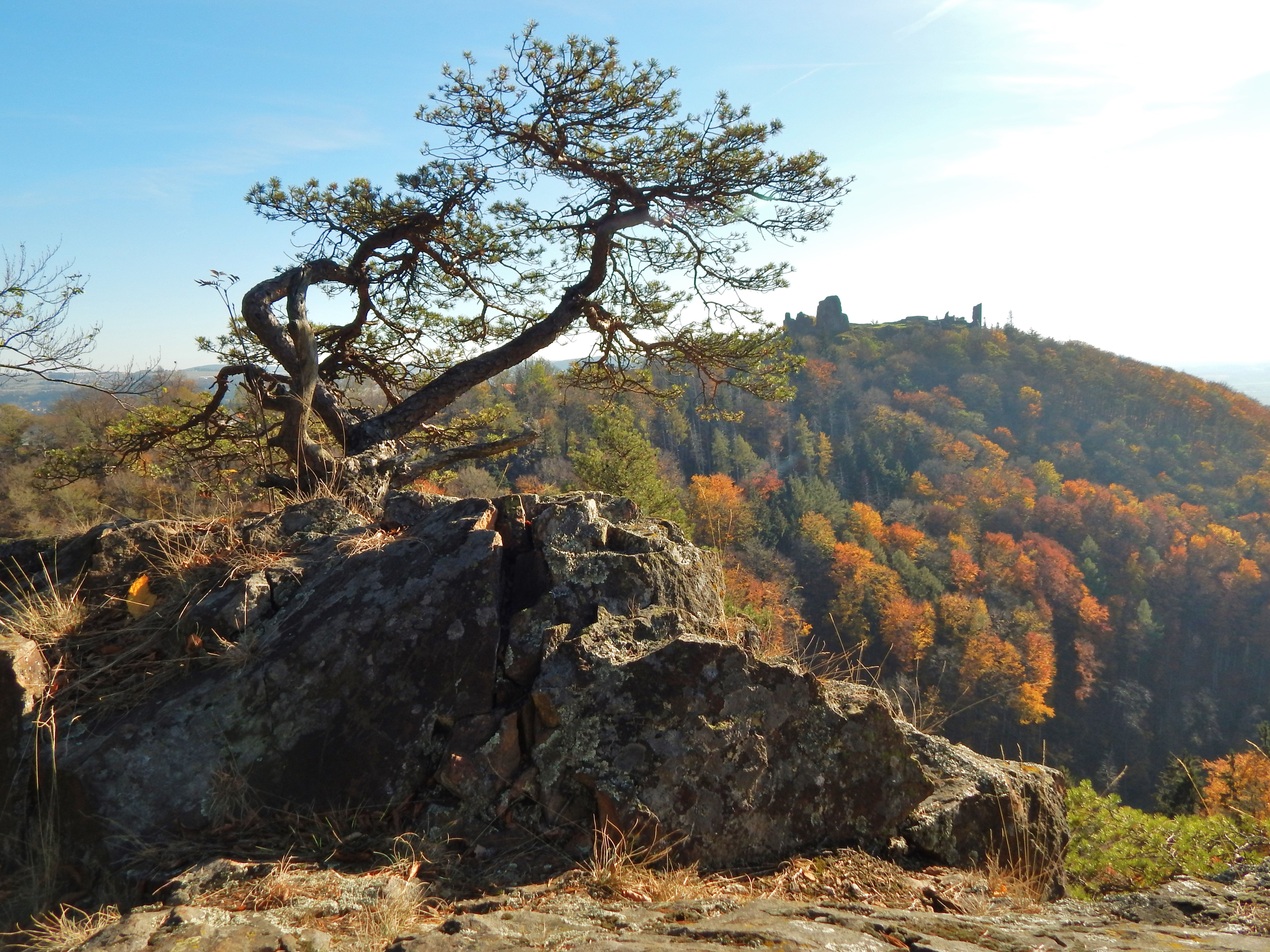
Krajina Železných hor

## Struktura povrchu
K 31. prosinci 2003 měl okres celkovou plochu 1 029,67 km², z toho:
- 61,86 % zemědělských pozemků, kterou z 74,54 % tvoří orná půda (46,11 % rozlohy okresu)
- 38,14 % ostatní pozemky, z toho 73,65 % lesy (28,09 % rozlohy okresu)

## Demografické údaje
Data k 30. červnu 2005:
| Popis          | Celkem  | Ženy           | Muži           |
| -------------- | ------- | -------------- | -------------- |
| počet obyvatel | 104 748 | 53 184 50,77 % | 51 564 49,33 % |
| průměrný věk   | 39,5    | 41,1           | 37,9           |

- hustota zalidnění: 102 ob./km²
- 53,94 % obyvatel žije ve městech.

### Školství
(2003)
| Druh školy                     | Počet škol |
| ------------------------------ | ---------- |
| Mateřské školy                 | 57         |
| Základní školy                 | 47         |
| Gymnázia                       | 3          |
| Střední školy průmyslové školy | 6          |
| Střední odborná učiliště       | 5          |
| Vyšší odborné školy            | 2          |

### Zdravotnictví
(2003)
| Lékaři                          | 303 |
| Nemocnice                       | 1   |
| Specializovaná léčebná zařízení | 1   |
| Zubní lékaři                    | 52  |
| Lékárny                         | 18  |

### Zdroj
- Český statistický úřad

## Silniční doprava
Okresem prochází silnice I. třídy I/17, I/34 a I/37.
Silnice II. třídy jsou II/305, II/306, II/324, II/337, II/340, II/341, II/342, II/343, II/344, II/354, II/355, II/356, II/357, II/358 a II/359.

## Železniční doprava
Okresem prochází železniční tratě: Praha – Česká Třebová, Pardubice – Havlíčkův Brod, Čáslav–Třemošnice, Chrudim město – Heřmanův Městec, Chrudim–Borohrádek, Přelouč–Prachovice, Svitavy – Žďárec u Skutče.

## Seznam obcí a jejich částí
Města jsou uvedena tučně, městyse kurzívou, části obcí malince.

Běstvina (Pařížov • Rostejn • Spačice • Vestec) •
Biskupice •
Bítovany (Bítovánky) •
Bojanov (Holín • Horní Bezděkov • Hořelec • Hrbokov • Hůrka • Kovářov • Petrkov) •
Bor u Skutče •
Bořice •
Bousov (Tuchov) •
Bylany •
Ctětín (Bratroňov • Strkov • Vranov) •
Čankovice •
České Lhotice (Hradiště) •
Dědová •
Dolní Bezděkov •
Dřenice •
Dvakačovice •
Hamry •
Heřmanův Městec (Chotěnice • Konopáč • Radlín) •
Hlinsko (Blatno • Čertovina • Chlum • Kouty • Srní) •
Hluboká (Dolany • Chlum • Střítež) •
Hodonín •
Holetín (Dolní Holetín • Horní Babákov • Horní Holetín) •
Honbice (Libanice) •
Horka (Hlína • Mezihoří • Silnice) •
Horní Bradlo (Dolní Bradlo • Javorné • Lipka • Travná • Velká Střítež • Vršov) •
Hošťalovice (Březinka) •
Hrochův Týnec (Blansko • Blížňovice • Skalice • Stíčany) •
Hroubovice •
Chrast (Chacholice • Podlažice • Skála) •
Chroustovice (Březovice • Holešovice • Lhota u Chroustovic • Mentour • Městec • Poděčely) •
Chrudim (Chrudim I • Chrudim II • Chrudim III • Chrudim IV • Medlešice • Topol • Vestec • Vlčnov) •
Jeníkov •
Jenišovice (Martinice • Mravín • Štěnec • Zalažany) •
Kameničky (Filipov) •
Kladno •
Klešice (Nákle) •
Kněžice •
Kočí •
Kostelec u Heřmanova Městce (Tasovice) •
Krásné (Chlum • Polánka) •
Krouna (Čachnov • Františky • Krouna • Oldřiš • Ruda • Rychnov) •
Křižanovice •
Lány (Kozojedy) •
Leštinka •
Libkov •
Liboměřice (Nové Lhotice • Pohořalka • Samařov) •
Licibořice (Slavice • Šiškovice) •
Lipovec (Licoměřice) •
Lozice •
Lukavice (Loučky • Lukavička • Radochlín • Vížky • Výsonín) •
Luže (Bělá • Brdo • Dobrkov • Doly • Domanice • Košumberk • Rabouň • Radim • Srbce • Voletice • Zdislav) •
Míčov-Sušice (Jetonice • Míčov • Rudov • Sušice • Zbyslavec) •
Miřetice (Bošov • Čekov • Dachov • Dubová • Havlovice • Krupín • Švihov) •
Mladoňovice (Čejkovice • Deblov • Lipina • Mýtka • Petříkovice • Pohled • Rtenín) •
Morašice (Holičky • Janovice • Skupice • Zbyhněvice) •
Mrákotín (Oflenda) •
Nabočany •
Načešice (Licomělice) •
Nasavrky (Březovec • Drahotice • Libáň • Nová Ves • Obořice • Ochoz • Podlíšťany) •
Orel (Tři Bubny) •
Ostrov •
Otradov •
Perálec (Kutřín) •
Podhořany u Ronova (Bílý Kámen • Nový Dvůr) •
Pokřikov •
Prachovice •
Proseč (Česká Rybná • Martinice • Miřetín • Paseky • Podměstí • Záboří) •
Prosetín (Malinné • Mokrýšov) •
Předhradí (Dolívka) •
Přestavlky •
Rabštejnská Lhota (Rabštejn • Smrkový Týnec) •
Raná (Medkovy Kopce • Oldřetice) •
Ronov nad Doubravou (Mladotice • Moravany) •
Rosice (Bor u Chroustovic • Brčekoly • Synčany) •
Rozhovice •
Řestoky •
Seč (Hoješín • Javorka • Kraskov • Počátky • Proseč • Prosíčka • Přemilov • Ústupky • Žďárec u Seče) •
Skuteč (Borek • Hněvětice • Lažany • Lešany • Lhota u Skutče • Nová Ves • Radčice • Skutíčko • Štěpánov • Zbožnov • Zhoř • Žďárec u Skutče) •
Slatiňany (Kochánovice • Kunčí • Škrovád • Trpišov) •
Smrček (Smrček-Na sádkách) •
Sobětuchy (Pouchobrady • Vrcha) •
Stolany •
Střemošice (Bílý Kůň) •
Studnice (Košinov • Zalíbené) •
Svídnice (Práčov) •
Svratouch (Karlštejn) •
Tisovec (Dřeveš • Kvasín • Otáňka • Vrbětice) •
Trhová Kamenice (Hluboká • Kameničky • Petrkov 3.díl • Polom • Rohozná • Zubří) •
Trojovice •
Třemošnice (Hedvikov • Kubíkovy Duby • Lhůty • Podhradí • Skoranov • Starý Dvůr • Závratec) •
Třibřichy •
Tuněchody •
Úherčice •
Úhřetice •
Vápenný Podol (Cítkov • Nerozhovice) •
Včelákov (Bystřice • Dolní Babákov • Hůrka • Příkrakov • Střítež • Vyhnánov) •
Vejvanovice •
Vítanov (Stan) •
Vojtěchov (Pláňavy) •
Vortová (Lhoty) •
Vrbatův Kostelec (Cejřov • Habroveč • Louka) •
Všeradov (Jasné Pole • Milesimov) •
Vysočina (Dřevíkov • Možděnice • Petrkov 1.díl • Rváčov • Svatý Mikuláš • Svobodné Hamry • Veselý Kopec) •
Vyžice (Slavkovice) •
Zaječice (Studená Voda) •
Zájezdec •
Zderaz •
Žlebské Chvalovice (Žlebská Lhotka) •
Žumberk (Částkov • Prostějov)

### Změna hranice okresu
Do 1. ledna 2007 byly v okrese Chrudim také obce:
- Leština – poté okres Ústí nad Orlicí
- Nové Hrady – poté okres Ústí nad Orlicí
- Řepníky – poté okres Ústí nad Orlicí
- Stradouň – poté okres Ústí nad Orlicí
- Vinary – poté okres Ústí nad Orlicí

## Seznam správních obvodů obcí s rozšířenou působností
Okres se skládá ze dvou správních obvodů obcí s rozšířenou působností, které jsou shodné se správními obvody obcí s pověřeným úřadem:
- Chrudim
- Hlinsko